# 소파 채널
소파 채널(SOFAR channel:short for Sound Fixing and Ranging channel) 또는 DSC(deep sound channel)은 음속이 최소가 되는 바다 안의 수평층이다.
조건에 따라 변하지만 600~1200M 사이에 존재한다. 음파는 온도와 압력에 영향을 받는다. 음파는 해수면과 가까운 곳에서 온도에 큰 영향을 받으므로 아래로 굴절된다. 더 아래에서는 압력의 영향으로 위로 굴절된다. 온도가 급격하게 변하는 수온약층에서는 온도가 낮아짐에 따라 음파는 아래로 굴절되지만, 압력이 증가함에 따라 바로 다시 위로 굴절되고 다시 아래로 굴절되는 현상이 이어진다.또한 음은 세 방향으로 퍼지지 않고 좌우로만 퍼진다. 즉 음파는 음속최소층으로 끈임없이 굴절하여 소파 채널 안에 갇히게 된다. 소파 채널에서 발생한 소리는 특히 먼 거리를 이동한다.
소파 채널은 1940년대에 모리스 유잉 박사와 레오 니드 박사가 발견하였다.

## 같이 보기
- SOSUS